# Pseudodunbarula
Pseudodunbarula es un género de foraminífero bentónico de la subfamilia Pseudofusulininae, de la familia Schwagerinidae, de la superfamilia Fusulinoidea, del suborden Fusulinina y del orden Fusulinida. Su especie tipo es Pseudofusulina pavlovi. Su rango cronoestratigráfico abarcaba desde el Asseliense hasta el Kunguriense (Pérmico inferior).

## Discusión
Clasificaciones más recientes incluyen Pseudodunbarula en la superfamilia Schwagerinoidea, y en la subclase Fusulinana de la clase Fusulinata. Algunas clasificaciones incluyen Pseudodunbarula en la familia Pseudofusulinidae.

## Clasificación
Pseudodunbarula incluye a las siguientes especies:
- Pseudodunbarula arpaensis †
- Pseudodunbarula dzhagahzurensis †
- Pseudodunbarula minuta †